# 蘇丹后
蘇丹后（خاصکى سلطان，Haseki sultan）是鄂圖曼帝國蘇丹的皇后使用的頭銜。早期蘇丹的妻子並無正式頭銜，第一個被稱為蘇丹后的皇后是蘇萊曼大帝的妻子許蕾姆蘇丹。此頭銜在十七世紀末被廢除，之後的蘇丹后僅稱為皇妃（Kadın）。

## 蘇丹后列表
- 許蕾姆蘇丹，蘇萊曼一世妻
- 努爾巴努蘇丹，塞利姆二世妻
- 莎菲耶蘇丹，穆拉德三世妻
- 柯塞姆蘇丹，艾哈邁德一世妻
- 艾莎蘇丹，穆拉德四世妻
- 圖爾汗蘇丹，易卜拉欣一世妻
- 薩利哈·迪拉蘇布蘇丹（英语：Saliha Dilaşub Sultan），易卜拉欣一世妻
- 居爾努斯蘇丹，穆罕默德四世妻
- 拉比亞蘇丹，艾哈邁德二世妻

## 另見
- 蘇丹皇太后